# James Burton Robertson
Pour les articles homonymes, voir James Robertson (homonymie), Burton et Robertson.
James Burton Robertson (15 novembre 1800 - 14 février 1877) est un historien, traducteur et essayiste britannique, de religion catholique.

## Biographie
Il est professeur à la Catholic University of Ireland. Il est également connu pour ses conférences antimaçonniques.

## Œuvres
- Lectures on the life, writings, and times, of Edmund Burke, (1869)
- Lectures on some subjects of modern history and biography: delivered at the Catholic University of Ireland, 1860-1864, 1864
- Public lectures delivered before the Catholic University of Ireland : on some subjects of ancient and modern history, in the years 1856, 1857 and 1858

### Poèmes
- The Prophet Enoch, (1859)